# Центральне летовище імені М. В. Фрунзе
Центральний аеродром імені М. В. Фрунзе (раніше — Центральне летовище імені Л. Д. Троцького) — колишній аеродром в Москві. Розташовувався на території Ходинського поля.
Використовувався як випробувальний аеродром експериментальної авіації та військовий аеродром. Тут розташовувався перший московський аеропорт.

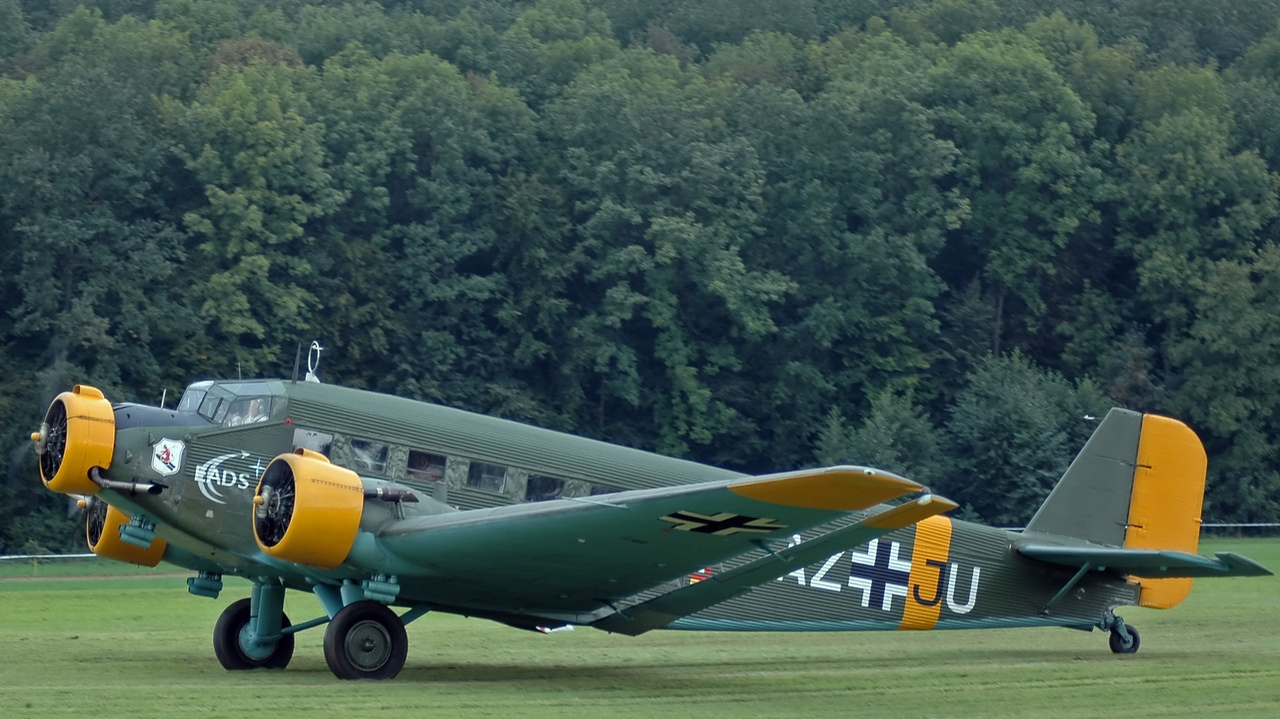
Військово-транспортний літак Юнкерс Ю-52. Сучасна реконструкція

15 травня 1941 на аеродромі приземлився гітлерівський «Юнкерс-52», який долетів сюди з території, контрольованої німцями. За спогадами Павла Судоплатова, «це викликало переполох в Кремлі, призвело до хвилі репресій у середовищі військового командування: розпочалося зі звільнень, потім послідували арешти і розстріли вищого командування ВПС. Це феєричне приземлення в центрі Москви показало Гітлеру, наскільки слабка боєготовність радянських збройних сил».

## Історія
Датою заснування аеродрому стало 17 червня 1910 року, коли Товариство повітроплавання оголосило про позитивне рішення штабу Московського військового округу по виділенню землі на території Ходинського поля під льотне поле. Будівництво летовища велося переважно на пожертви любителів авіації. Була споруджена злітно-посадкова смуга та шість невеликих ангарів для аеропланів. Офіційне відкриття відбулося 3 жовтня 1910 р. у присутності військового начальства та багатьох російських авіаторів. Перший зліт з аеродрому здійснив М. Ф. Де-Кампо-Сціпіо.
3 травня 1922 р. з Центрального аеродрому почали виконуватися перші в історії Росії міжнародні авіаперельоти за маршрутом Москва — Кенігсберг — Берлін. 15 липня 1923 р. почалися і перші регулярні внутрішньодержавні пасажирські рейси Москва — Нижній Новгород. Шлях за 420 км долався за 2,5 години. Польоти виконувалися на чотиримісному моноплані АК-1.
На аеродромі здійснювали свої польоти такі льотчики як П. М. Нестеров, С. І. Уточкін та В. П. Чкалов.
21 вересня 1920 року Наказом Реввійськради № 1 903 тут був створений науково-дослідне летовище (НДЛ) Головповітрефлоті республіки — перша в країні дослідницька та випробувальна у сфері військової авіаційної техніки. 24 жовтня 1924 року НОА при ГУ РККВФ перетворений у Науково-Дослідне летовище ВПС СРСР. У зв'язку із збільшеним об'ємом робіт 26 жовтня 1926 року дослідне летовище перетворене у Науково-випробувальний інститут Військово-повітряних сил Червоної армії. 1932 року НДІ ВПС (нині це ДЛВЦ Військово-Повітряних сил) був перебазований на аеродром «Чкаловський» поблизу міста Щолково Московської області.
У листопаді 1931 року на Центральному летовищі було відкрито перша в СРСР будівля аеровокзалу. У 1936 — 1937 роках аеродром реконструювали, була збудована бетонна злітно-посадкова смуга (у період реконструкції авіарейси виконувалися з нового московського аеропорту Биково, а всі випробувальні польоти проводилися з аеродрому НКТП в селищі Підлипки). У 1938 році до аеропорту була підведена лінія метро з однойменною станцією.

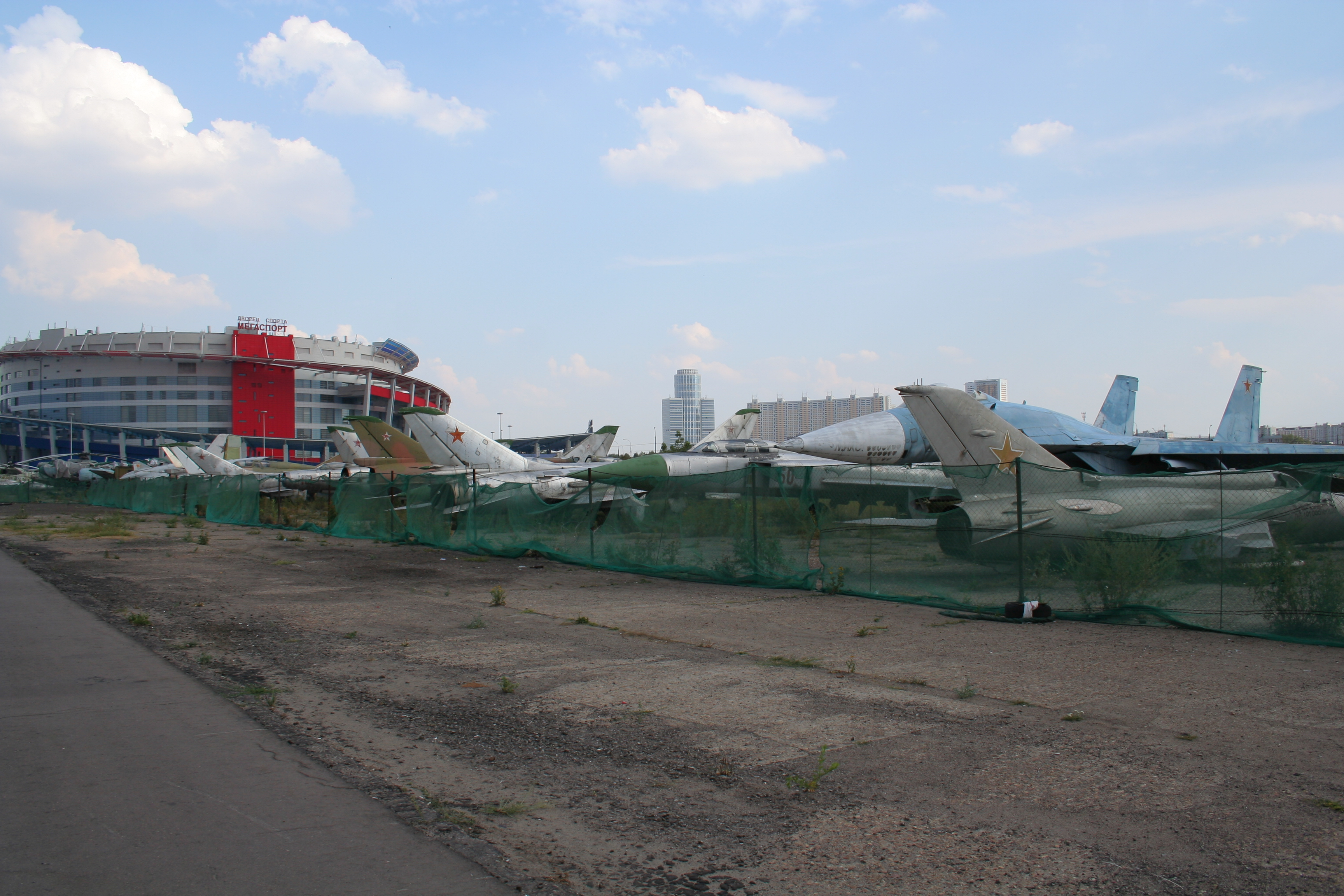
Залишки авіаційної техніки на колишньому аеродромі імені Фрунзе

Поблизу летовища були збудовані провідні авіаційні Дослідно-конструкторські бюро: Сухого, Мікояна, Іллюшина, Яковлєва та їх авіаційні заводи. Після Другої світової війни поблизу аеродрому залишилось (і перебувають тут досі) три авіабудівних підприємства: завод № 30 (нині Виробничий центр ім. П. А. Вороніна РСК «МіГ»), завод № 51 (нині ВАТ «Компанія „Сухий“»), завод № 240 (нині Авіаційний комплекс ім. С. В. Іллюшина). До початку 1930-х років поблизу аеродрому розташовувався також державний авіаційний завод № 1 (до революції «Дукс»), потім він був переведений на іншу територію, а в колишніх його цехах був сформований авіаційний завод № 39 ім. Менжинського.
У 1947-1948 роках більша частина авіарейсів була переведена з Центрального аеродрому в аеропорти Биково та Внуково (крім того, у другій половині 1940-х років регулярні поштово-пасажирські та вантажно-пасажирські авіарейси виконувалися з аеродромів Остаф'єво та Люберці (Жулебіно)); з того часу і на всі такі десятиліття основним призначенням Центрального аеродрому стали випробування нових літаків.
Найбільш активним експлуатантом аеродрому був завод № 30. У 1950-ті роки на аеродромі випробовувалися вироблені заводом пасажирські літаки Іл-12, Іл-14, бомбардувальники Іл-28 (при цьому найчастіше використовувався магнітний курс зльоту та посадки 345°). З 1959 по 1978 роки на аеродромі випробовувалися випускаємі заводом пасажирські літаки Іл-18 та створені на їх базі військові літаки Іл-20, Іл-22, Іл-38 (при цьому використовувалися магнітні курси зльоту та посадки 093 та 273°).

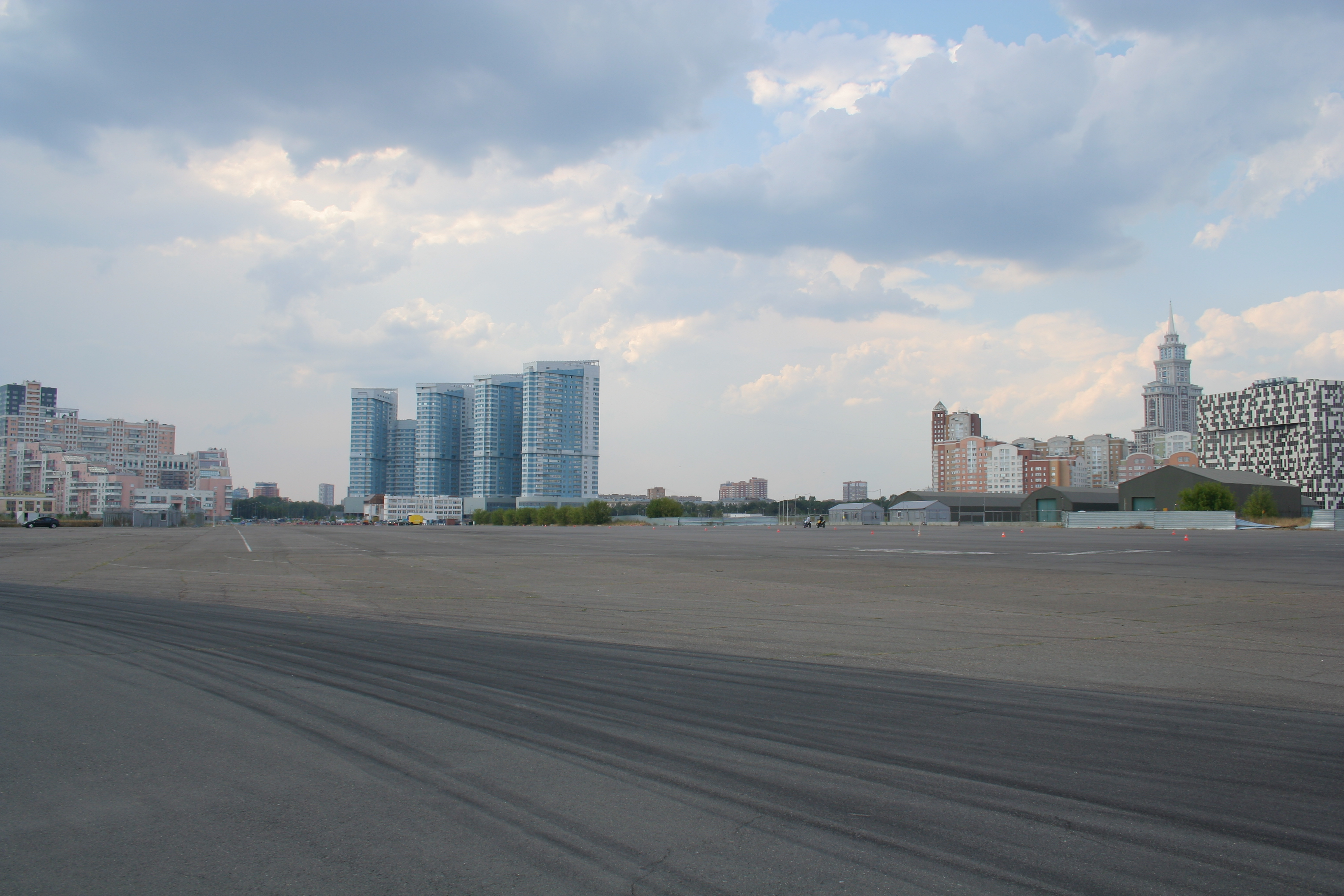
Колишнє льотне поле аеродрому

З 1960 по 1971 роки на летовищі функціонувала «Центральна вертолітна станція»: звідси виконувалися за розкладом пасажирські рейси гелікоптерів Мі-4П та Мі-8 в аеропорти Внуково, Домодєдово та Шереметьєво.
У 1971 році на летовищі випробовували літак Іл-76, а у 1976 році — Іл-86, при цьому зліт здійснювався з магнітним курсом 273° (в бік вулиці Куусинена), а посадка з курсом 093°. З кінця 1970-х, опинившись в центрі міста, яке стрімко розросталося, летвище втратило своє значення, інтенсивність польотів стала неухильно знижуватися. Тим не менш, на початку 1990-х тут проводилися випробування літаків Іл-96-300 та Іл-114.
Останній літак злетів звідси 3 липня 2003 року, це був протичовновий Іл-38SD для ВМС Індії. У 2003 аеродром був закритий та виключений з «Переліку летовищ спільного базування РФ», на залишках злітно-посадкової смуги та руліжних доріжок були залишені списані літаки та гелікоптери. На цьому місці планувалося організувати «Музей авіації на Ходинському полі». Замість цього майже не охороняється експозиція майбутнього музею з часом перетворилося в авіакладовище. З січня 2012 року почався вивіз деяких літаків на реставрацію в музей Вадима Задорожного.

## Збережені будівлі
На сьогоднішній день в різному стані збереглися такі будови аеродрому:
- старий аеровокзал — перебудований, зараз в ньому розташоване штаб ОДКБ;
- новий аеровокзал  — в будівлі знаходиться ТЦ «Авіасіті»;
- 3 вежі КДП на різних будівлях;
- склади ПММ — територія обгороджена, стан невідомий;
- Злітно-посадкова смуга та руліжні доріжки — збереглися частково.